# テヘラン・メトロTM1形電気機関車
テヘラン・メトロTM1形電気機関車（テヘラン・メトロTM1がたでんききかんしゃ）は、イランの首都・テヘランの鉄道路線（テヘラン・メトロ5号線）で使用されている電気機関車。中国製の電気機関車で初めて国外に輸出された車両である。

## 概要
イランの首都・テヘランと近隣都市を結ぶ5号線の開通に向けて製造された電気機関車。中間に2階建て客車（10両）を挟み込んだプッシュプル運転を行う事から、運転台は片側のみに存在する他、列車全体に電力を供給するためのインバータや列車放送装置、乗降扉の制御装置なども設けられている。
機関車の主回路は不等3段分割半制御ブリッジ回路が採用されており、サイリスタを使用して磁場を弱める事で速度をスムーズに調整する事が可能となっている。また、電気機器はマイクロプロセッサによって制御されている。制動装置は発電ブレーキと空気ブレーキ（電空併用ブレーキ）を搭載している。各台車には中空軸モーターが搭載されており、フレームベアリングによる動力伝達が行われている。
1999年の5号線の開通に合わせ、1997年以降12両が製造されている。